# A-League Women
La A-League Women, conocida por motivos de patrocinio como Ninja A-League es la competición de fútbol femenino en Australia de más alto nivel y se juega desde noviembre hasta abril del año siguiente.
La competencia se fundó en el año 2008 con el nombre W-League con el fin de profesionalizar el futbol en Australia inicialmente la liga estaba formada por 8 equipos, pero más adelante fue ampliada a doce participantes, la mayoría pertenecientes a sus respectivos clubes en la A-League Men, y un club neozelandés, el Wellington Phoenix.
La máxima categoría australiana es una categoría de participación cerrada a franquicias. La incorporación de nuevos clubes depende de la Federación de Australia, que otorga nuevas plazas bajo una serie de condiciones impuestas para garantizar su viabilidad

## Historia
Entre 1996 y 2004, la Liga Nacional de Fútbol Femenino (WNSL) fue la principal liga de fútbol femenino de Australia. En 2004 se suspendió junto con la Liga Nacional de Fútbol masculina. Después de que Australia se clasificara para los cuartos de final de la Copa Mundial Femenina de la FIFA 2007, el entrenador Tom Sermanni consideró que el establecimiento de una liga profesional era vital para continuar el desarrollo de las jugadoras. La Federación de Fútbol de Australia estableció la liga el año siguiente. La W-League estaba inicialmente compuesta por ocho equipos: Adelaide United, Quuensland Roar, Central Coast Mariners, Melbourne Victory, Newcastle Jets, Perth Glory y Sydney FC. y Canberra United. en la primera temporada el club Queensland Roar se consagraría campeón derrotando en la gran final por 2-0 al Canberra United.
La temporada 2023-24 de la A-League Women se convirtió en la temporada más concurrida de cualquier deporte femenino en la historia de Australia al registrar una asistencia total de 284.551.

## Clubes
La liga está compuesta por Doce equipos. Once están afiliados a la liga de fútbol masculino A-League Men. El único club sin afiliación a la A-League es el Canberra United.
En septiembre de 2021, el club neozelandés Wellington Phoenix anunció su equipo femenino para la temporada 2021-22.
Para la temporada 2023-24, los clubes son:
| Club                     | Ciudad                       | Años en competencia |
| ------------------------ | ---------------------------- | ------------------- |
| Adelaide United          | Adelaida, SA                 | 2008-09 — presente  |
| Brisbane Roar            | Brisbane, QLD                | 2008-09 — presente  |
| Canberra United          | Canberra, ACT                | 2008-09 — presente  |
| Central Coast Mariners   | Gosford, Nueva Gales del sur | 2008-09 — presente  |
| Melbourne City           | Melbourne, VIC               | 2015-16 — presente  |
| Melbourne Victory        | Melbourne, VIC               | 2008-09 — presente  |
| Newcastle Jets           | Newcastle, NSW               | 2008-09 — presente  |
| Perth Glory              | Perth, WA                    | 2008-09 — presente  |
| Sydney FC                | Sídney, NSW                  | 2008-09 — presente  |
| Wellington Phoenix       | Wellington, Nueva Zelanda    | 2021-22 — presente  |
| Western Sydney Wanderers | Sídney, NSW                  | 2012-13 — presente  |
| Western United           | Wyndham, Victoria            | 2022-23 — presente  |

## Historial
| Temporada | Campeón                | Resultado      | Subcampeón        | Liga regular      | Notas                                                               |
| W-League  | W-League               | W-League       | W-League          | W-League          | W-League                                                            |
| --------- | ---------------------- | -------------- | ----------------- | ----------------- | ------------------------------------------------------------------- |
| 2008-09   | Quuensland Roar        | 2 - 0          | Canberra United   | Queensland Roar   |                                                                     |
| 2009      | Sydney FC              | 3 - 2          | Brisbane Roar     | Sydney FC         |                                                                     |
| 2010-11   | Brisbane Roar          | 2 - 1          | Sydney FC         | Sydney FC         | *Central Coast se retiro del torneo debido a falta de financiación* |
| 2011-12   | Canberra United        | 3 - 2          | Brisbane Roar     | Canberra United   |                                                                     |
| 2012-13   | Sydney FC              | 3 - 1          | Melbourne Victory | Brisbane Roar     | *Western Wanders se une al torneo*                                  |
| 2013-14   | Melbourne Victory      | 2 - 0          | Brisbane Roar     | Canberra United   |                                                                     |
| 2014      | Canberra United        | 3 - 1          | Perth Glory       | Perth Glory       |                                                                     |
| 2015-16   | Melbourne City         | 4 - 1          | Sydney FC         | Melbourne City    | *Melbourne City se une al torneo*                                   |
| 2016-17   | Melbourne City         | 2 - 0          | Perth Glory       | Canberra United   |                                                                     |
| 2017-18   | Melbourne City         | 2 - 0          | Sydney FC         | Brisbane Roar     |                                                                     |
| 2018-19   | Sydney FC              | 4 - 2          | Perth Glory       | Melbourne Victory |                                                                     |
| 2019-20   | Melbourne City         | 1 - 0          | Sydney FC         | Melbourne City    |                                                                     |
| 2020-21   | Melbourne Victory      | 1 - 0          | Sydney FC         | Sydney FC         |                                                                     |
| 2021-22   | Melbourne Victory      | 2 - 1          | Sydney FC         | Sydney FC         | *Wellinghton Phoenix se une al torneo*                              |
| 2022-23   | Sydney FC              | 4 - 0          | Western United    | Sydney FC         | *Western United se une al torneo*                                   |
| 2023-24   | Sydney FC              | 1 - 0          | Melbourne City    | Melbourne City    | *Central Coast vuelve al torneo*                                    |
| 2024-25   | Central Coast Mariners | 1 - 1 (5 - 4)* | Melbourne Victory | Melbourne City    | *Primera vez que la liga se definió en los Penales*                 |

*Central Coast Mariners ganó 5 a 4 en los Tiros desde el punto penal contra Melbourne Victory.

## Títulos por equipo
| Equipo                 | Títulos Grand Final | Títulos temporada regular | Años Grand Final                         | Años temporada regular                   | Subcampeonatos                                      |
| ---------------------- | ------------------- | ------------------------- | ---------------------------------------- | ---------------------------------------- | --------------------------------------------------- |
| Sydney FC              | 5                   | 6                         | 2009, 2012-13, 2018-19, 2022-23, 2023-24 | 2009, 2010-11, 2020-21. 2021-22, 2022-23 | 2010-11, 2015-16, 2017-18 2019-20, 2020-21, 2021-22 |
| Melbourne City         | 4                   | 4                         | 2015-16, 2016-17, 2017-18, 2019-20       | 2015-16, 2019-20,2023-24, 2024-25        | 2023-24                                             |
| Melbourne Victory      | 3                   | 1                         | 2013-14, 2020-21, 2021-22                | 2018-19                                  | 2012-13, 2024-25                                    |
| Brisbane Roar          | 2                   | 3                         | 2008-09, 2010-11                         | 2008-09, 2012-13, 2017-18                | 2009, 2011-12, 2013-14                              |
| Canberra United FC     | 2                   | 3                         | 2011-12, 2014                            | 2011-12, 2013-14, 2016-17                | 2008-09                                             |
| Central Coast Mariners | 1                   | -                         | 2024-25                                  | -                                        | -                                                   |
| Perth Glory            | -                   | 1                         | -                                        | 2014                                     | 2014                                                |
| Western United         | -                   | -                         | -                                        | -                                        | 2022-23                                             |

## Tabla histórica de goleadoras
| Pos. | Jugador         | G.  | Part. | Prom. | Debut   | (Equipo debut)         | Otros clubes                                             |
| ---- | --------------- | --- | ----- | ----- | ------- | ---------------------- | -------------------------------------------------------- |
| 1    | Michelle Heyman | 119 | 202   | 0.59  | 2008-09 | Sydney FC              | Central Coast Mariners, Canberra United, Adelaide United |
| 2    | Tameka Yallop   | 75  | 178   | 0.42  | 2008-09 | Brisbane Roar          | Melbourne City                                           |
| 3    | Sam Kerr        | 70  | 95    | 0.74  | 2008-09 | Perth Glory            | Sydney FC                                                |
| 4    | Emily Gielnik   | 67  | 144   | 0.47  | 2009    | Brisbane Roar          | Melbourne Victory                                        |
| 5    | Kyah Simon      | 53  | 120   | 0.44  | 2008-09 | Central Coast Mariners | Western Sydney Wanderers, Sydney FC, Melbourne City      |
| 6    | Tara Andrews    | 45  | 131   | 0.34  | 2009    | Newcasttle Jets        |                                                          |
| 7    | Leena Khamis    | 45  | 133   | 0.34  | 2008-09 | Sydney FC              | Western Sydney Wanderers , Canberra United Perth Glory   |
| 8    | Ashleigh Sykes  | 44  | 122   | 0.36  | 2008-09 | Canberra United        |                                                          |

Actualizado hasta final de la temporada 2024/25

Michelle Heyman es la goleadora histórica de la W-League

| Temporada | Jugadora                                                   | Club                                                   | Goles |
| --------- | ---------------------------------------------------------- | ------------------------------------------------------ | ----- |
| 2008-09   | Leena Khamis                                               | Sydney FC                                              | 7     |
| 2009      | Michelle Heyman                                            | Central Coast Mariners                                 | 11    |
| 2010-11   | Kyah Simon                                                 | Sydney FC                                              | 12    |
| 2011-12   | Michelle Heyman                                            | Canberra United                                        | 15    |
| 2012-13   | Kate Gill                                                  | Perth Glory FC                                         | 11    |
| 2013-14   | Jodie Taylor                                               | Sydney FC                                              | 10    |
| 2014      | Kate Gill                                                  | Perth Glory FC                                         | 12    |
| 2015-16   | Larissa Crummer                                            | Melbourne City FC                                      | 11    |
| 2016-17   | Ashleigh Sykes                                             | Canberra United                                        | 12    |
| 2017-18   | Sam Kerr                                                   | Perth Glory                                            | 13    |
| 2018-19   | Sam Kerr                                                   | Perth Glory                                            | 13    |
| 2019-20   | Morgan Andrews Natasha Dowie Kristen Hamilton Remy Siemsen | Perth Glory Melbourne Victory Western Sydney Sydney FC | 7     |
| 2020-21   | Emily Gielnik                                              | Brisbane Roar                                          | 13    |
| 2021-22   | Fiona Worts                                                | Adelaide United                                        | 13    |
| 2022-23   | Hannah Keane                                               | Western United                                         | 13    |
| 2023-24   | Michelle Heyman                                            | Canberra United                                        | 17    |
| 2024-25   | Holly McNamara                                             | Melbourne City                                         | 15    |